# شهرستان استوتسمن
شهرستان Stutsman (به انگلیسی: Stutsman County) یک منطقهٔ مسکونی در ایالات متحده آمریکا است که در داکوتای شمالی واقع شده‌است. شهرستان Stutsman ۵٬۹۵۱٫۸۳ کیلومتر مربع مساحت و ۲۱٬۱۰۰ نفر جمعیت دارد.